# Pisansin Za-in
Pisansin Za-in (thailändisch พิศาลสิน ซ่าอินทร์, * 3. November 1983 in Samut Songkhram) ist ein thailändischer Fußballspieler.

## Karriere
Von 2013 bis 2014 spielte Pisansin Za-in in Samut Songkhram bei Samut Songkhram FC. Der Verein spielte in der Ersten Liga, der Thai Premier League. Nach Ende der Saison 2014 musste der Verein in die Thai Premier League Division 1 absteigen. 2015 unterschrieb er einen Vertrag beim Erstligisten Navy FC in Sattahip. In vier Jahren stand er 36 auf dem Platz und schoss dabei vier Tore. Nachdem die Navy Ende 2018 in die Zweite Liga abgestiegen war, wechselte er zu Royal Thai Fleet FC. Der Verein ist ebenfalls in Sattahip beheimatet und spielte in der dritten Liga, der Thai-League 3 Ost.